# Indigen
Indigen, aborigen, băștinaș, autohton, pământean, nativ, este o persoană care este originară dintr-o anumită țară, născută într-o anumită țară, regiune, de baștină.  Despre animale, plante, mărfuri care crește sau se produce în propria țară.
Popoare indigene, sunt denumite frecvent, popoarele băștinașe, din perioada marilor descoperiri geografice.
Exemple de câteva popoare indigene: amerindieni, sami, inuiți, indigenii australieni. 

## Vezi și
- Aborigeni australieni
- Ainu
- Amerindieni
- Eschimoși